# Palánkvár

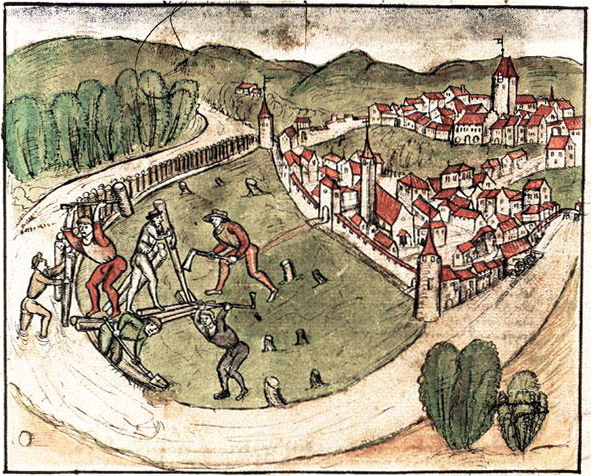
Palánkvár építés a középkorban, Svájc

A palánkvár a népvándorlás kori népeknél alakult ki először, hogy az ideiglenes védelmi építményeiket (például szekérvár), felváltotta a természetes terepadottságok figyelembevételével, nem tisztán agyagból és földből épített, általában többrétegű fallal védett kezdetleges erődítések.

## Elterjedése
Magyarországon, a tatárjárás után beindult erőteljes várépítéseknek köszönhetően, elsősorban olyan helyeken építettek palánkvárat, ahol a kő vagy tégla hiányzott. Később a törökök elleni végvári harcok idején, a palánkvárak építése, mint a „magyar módra való” várépítés egyik eljárása vált ismertté. De a Kárpát-medencén kívül elterjedt volt Kelet-Európában is.
Gyakran építettek palánkot a kővárak köré is, mivel az ostromágyúk tüzével szemben nagy ellenállást tanúsítottak.
Fejlesztett, a földvárak tapasztalatait is felhasználó formája a Modus Hungaricus.

## Készítése
A palánkvár alapja a többrétegű fal, mely a vert fal változatának tekinthető. Ugyanis a vert falhoz hasonlóan a többrétegű fal zsaluzatát jellemzően nem deszkából készítették, hanem karókkal erősített sövényből fonták. Miután a zsaluzat keretét a földdel, vagy sárgombócokkal megtöltötték és betömítették, a keretet nem bontották el, sőt még a tűz ellen kívülről sárral be is tapasztották.

## Duna-menti palánk(várak) erődítések
Bátaszék, Szekszárd, Tolna, Paks, Földvár, Jeni Palanka